# Volkspark Meinerzhagen

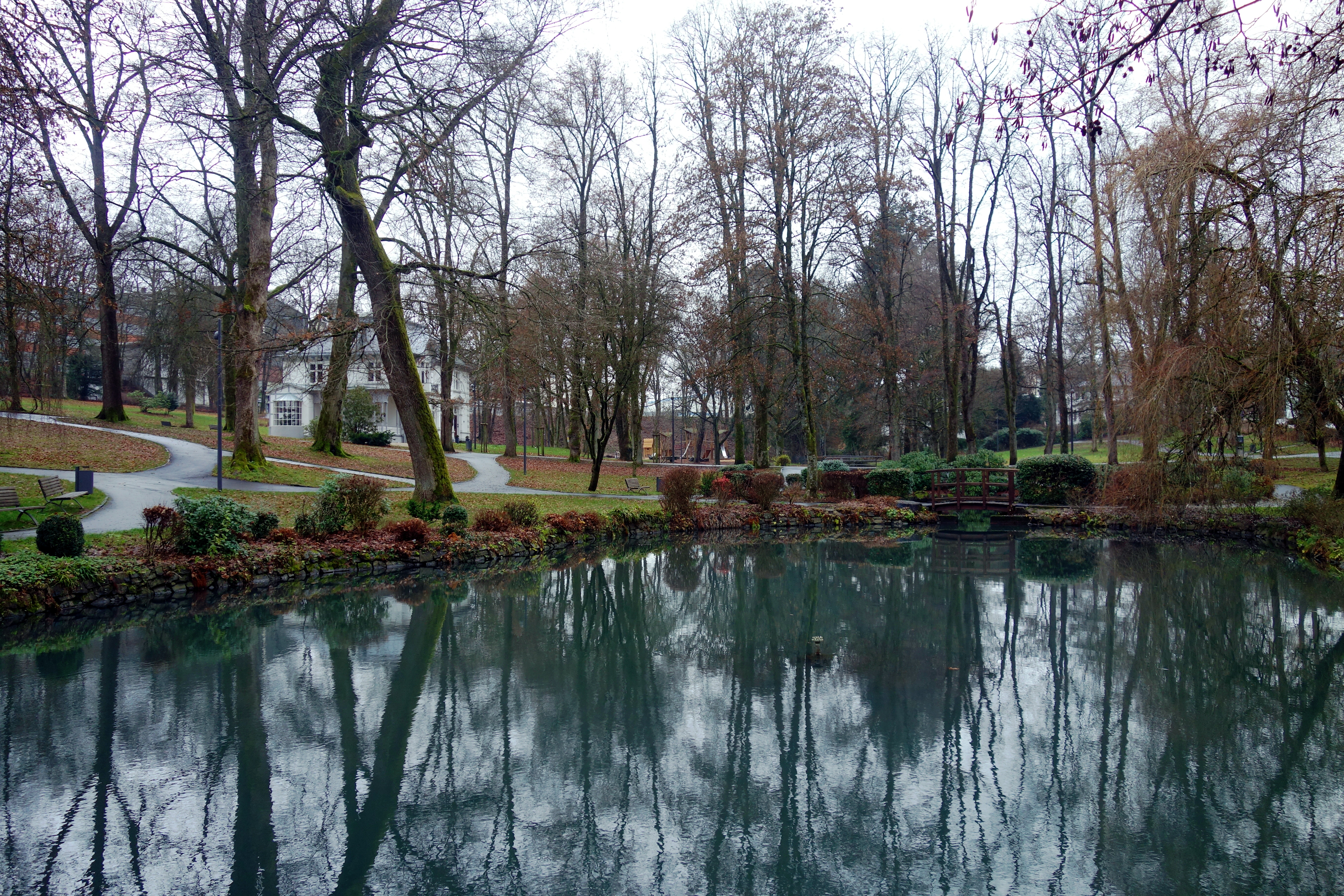
Volkspark mit Villa

Der Volkspark Meinerzhagen ist ein 2,7 Hektar großer Erholungsraum in der zum Märkischen Kreis gehörigen Stadt Meinerzhagen im westlichen Sauerland. Er liegt zwischen dem Stadtzentrum und dem Bahnhof gegenüber der Meinerzhagener Stadtverwaltung. In der Mitte des Parks befindet sich die Villa Schmiemicke, die auch einfach als Villa im Park bezeichnet wird.

## Geschichte und Gestaltung des Parks

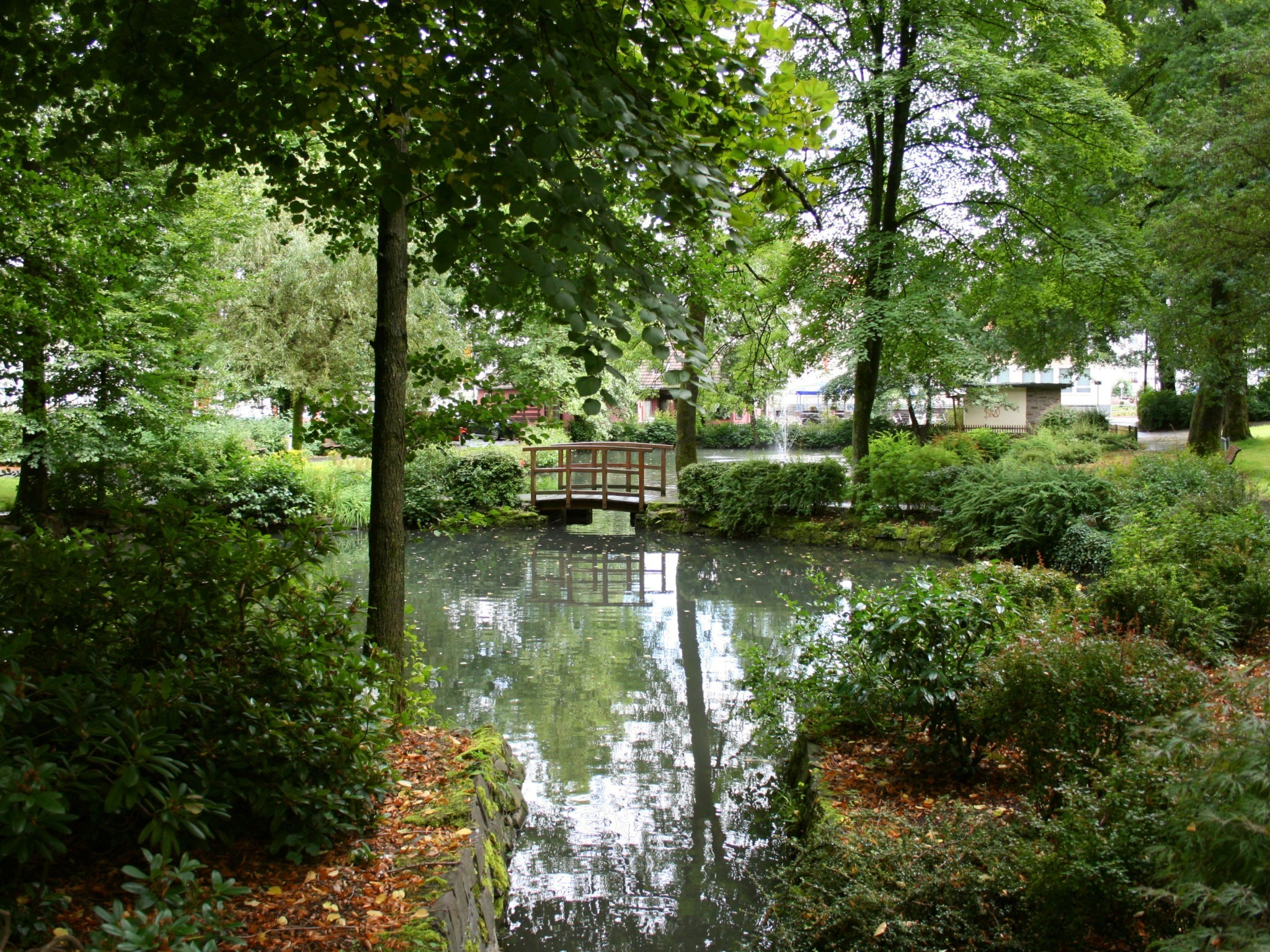
Gewässer im Volkspark

Ursprünglich wurde der Park lediglich als privates Grundstück bewohnt und entsprechend genutzt. Ab dem 20. März 1951 übernahm die Stadt Meinerzhagen die Pflege und Unterhaltung des Parks als öffentliche Anlage. Am 23. April 2009 erwarb die Stadt das Parkgelände mit Ausnahme der Villa, welche am 24. Juli 2014 offiziell in das Eigentum der Stadt überging.
Zur Freizeitgestaltung und Erholung bietet der Park ein kleines Wegenetz, gepflegte Grünanlagen, einen Bachlauf mit einem kleinen Gewässer, zahlreiche Bänke, ein Mehrgenerationen-Spielplatz mit Klettergerüst, Boule-Bahn und Fitnessgeräten sowie ein großes Schachbrett. Die denkmalgeschützte Villa Schmiemicke im Kern des Parks ist als Haus der Kultur eingerichtet und kann für Veranstaltungen gebucht werden.
Um der zukünftigen Wirkung des Volksparks und seinem Status als Denkmal gerecht zu werden, wurde zunächst 2014 ein Parkpflegewerk entwickelt und anschließend ein Freiraumkonzept erstellt.

## Geschichte und Baubeschreibung der Villa

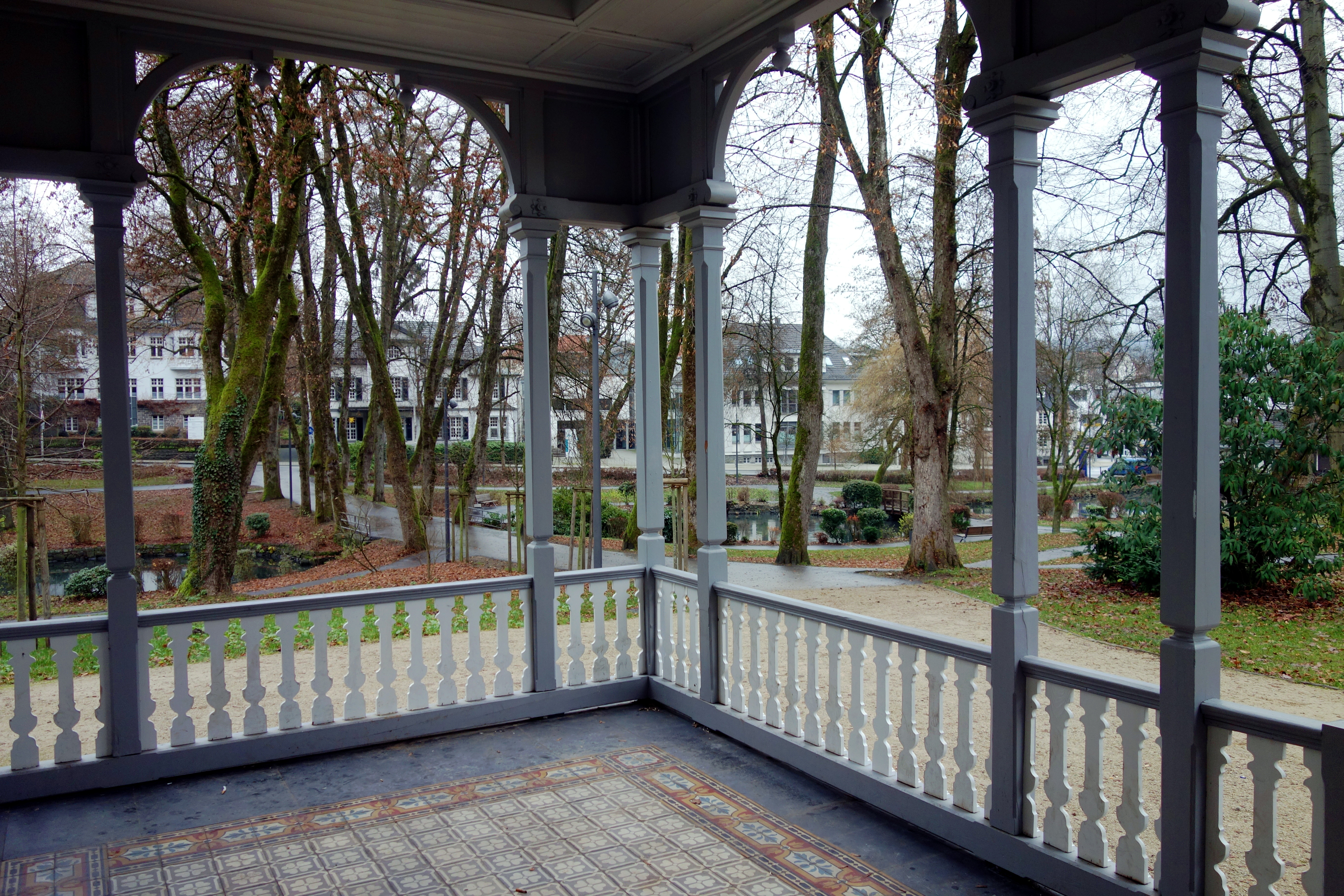
Blick von der Veranda der Villa Schmiemicke auf den Volkspark (2020)

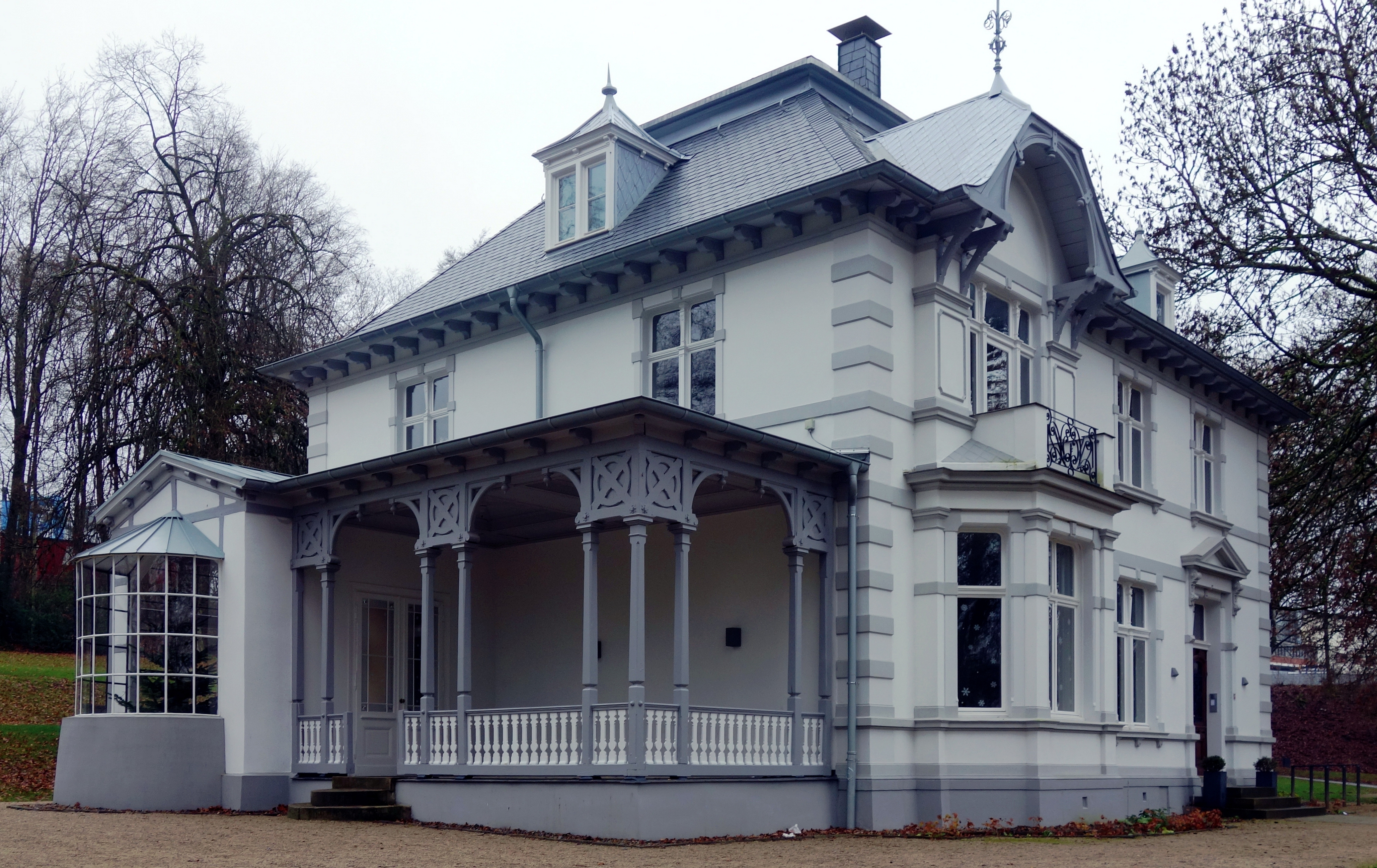
Villa Schmiemicke im Jahr 2020 nach der Restaurierung (Vorderansicht mit Vorbau, Schwebegiebel, Veranda und Apsis)

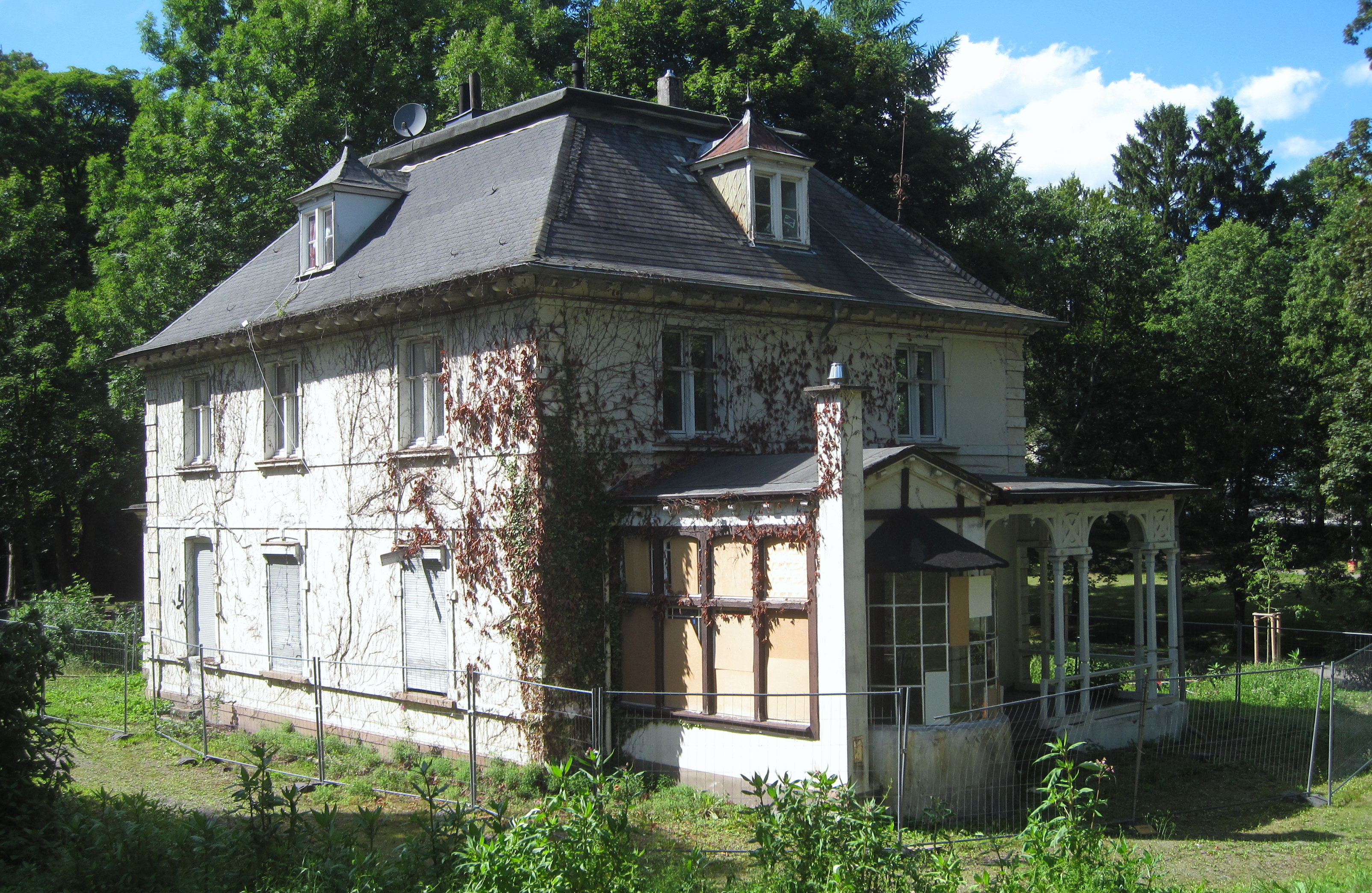
Villa Schmiemicke im Jahr 2017 (Rückseite mit Apsis und Veranda)

Ein Vorläufergebäude der Villa Schmiemicke wurde bereits in einem Verzeichnis aus dem 15. Jahrhundert unter den Namen Schmedeboeke erwähnt, der sich im Laufe der Zeit zu Schmiemicke abwandelte. Im 17. Jahrhundert war die Schmiemicke im Besitz der Familie Wever, die ihren Stammsitz in Dürholten hatte. Fast 200 Jahre lang übten die Wevers den Richterdienst in Meinerzhagen aus. Durch eine Erbschaft gelangte der letzte Richter der Familie, Dr. jur. Johann Kaspar Wever, schließlich in den Besitz des Gutes und erbaute im Jahre 1716 das mitten im Park stehende Haus, das zunächst als Fideikommissgut, ab 1870 dann als freies Eigentum galt. Gustav Weyland, Geheimer Kommerzienrat und Mitglied der über Generationen in der Gemeindeverwaltung tätigen Familie Weyland, erwarb 1877 die Villa Schmiemicke von der Familie Wever. Das zu diesem Zeitpunkt baufällige Haus ließ er 1888 durch einen Neubau ersetzen, der sich am Grundriss des Vorgängerbaus orientierte. Auch die Größe und Gestaltung des umgebenden Parks, wie man sie heute noch kennt, geht auf Gustav Weyland zurück.
Entstanden ist ein zweigeschossiges Mansardendachhaus, welches als Kubusbau konzipiert war. Zum Norden hin gliedert sich ein polygonaler Vorbau mit einem Krüppelwalmschwebegiebeldach an. Südöstlich des Hauses befindet sich eine Veranda aus Zierfachwerk mit einer angesetzten verglasten Apsis. Der südöstliche Vorbau ist in Form eines neoklassizistischen Wintergartens gehalten. Die Fassade ist mit diamantierten Belägen und Verdachungen im Stil der Neorenaissance und des Neoklassizismus stuckiert. Im Bereich des Schieferdachs befinden sich Gauben mit einem Walmdachaufbau.
Zusammen mit dem Parkgelände erwarb die Stadt Meinerzhagen am 24. Juli 2014 das inzwischen stark sanierungsbedürftige Bauwerk. Bis zu diesem Zeitpunkt war die Villa als Wohnhaus und auch für kulturelle Veranstaltungen genutzt worden. Im Zuge einer Sanierung wurde das Gebäude zur soziokulturellen Begegnungsstätte.
Der Erwerb der Villa, ihr Umbau sowie die Etablierung des Volksparks als zentraler Treffpunkt für unterschiedliche Generationen wurden von der Bundesrepublik Deutschland und dem Land NRW durch Zuwendungen aus Städtebaufördermitteln in Höhe von 60 Prozent der zuwendungsfähigen Kosten unterstützt.

## Denkmalschutz
Am 22. April 1986 wurden der Park und die inzwischen restaurierte Villa in die Denkmalliste der Stadt Meinerzhagen eingetragen.